# Pararchytas apache
Pararchytas apache là một loài ruồi trong họ Tachinidae.